# 異種移植
異種移植（いしゅいしょく、英: Xenotransplantation）とは、生きている細胞、組織、または臓器を、ある種の個体から別の種の個体へ移植することである。このような細胞、組織または臓器は、異種移植片といわれる。移植を分類すると、異種移植のほかには、同種の他の個体からの同種移植（allotransplantation）、同種の2つの遺伝的に同一の個体間での移植である同系移植（Syngeneic transplantation）、および同じ人の体の一部分を別の部分へと移植する自家移植（autotransplantation）がある。
免疫不全マウスへのヒト腫瘍細胞の異種移植は、前臨床での腫瘍研究において頻繁に使われる研究技術である。
ヒトへの異種移植は、先進国における重大な医療問題である末期臓器不全の治療法として研究されている。また、ヒトへの伝染病の可能性、多くの医学的、法的、倫理的問題も提起されている。ゲノム編集により、動物への遺伝子操作の技術革新がなされ、異種移植はより注目されつつある。異種移植の成功例がいくつか発表されている。
同種移植（ヒトからヒトへ）と、異種移植（動物からヒトへ）の用語は、誤って混同して使われることがしばしばある。

## 歴史
異種移植の最初の重大な試みは1905年に科学的な文献で発表された。Princeteauは腎臓機能不全の小児にウサギ腎臓の切片を移植した。20世紀の最初の20年間では、仔羊、ブタおよび霊長類の臓器を移植に使用するための努力が発表された。
その後、臓器移植の拒絶反応について免疫学的な仕組みがわかり、異種移植に対しての科学的な関心は減少した。しかし免疫抑制薬が発見され、異種移植の研究のブームが再来した。 1954年にジョセフ・マレーが最初に成功した腎臓移植に続いてさらに多くの研究が行われた。ヒトからの臓器提供の倫理的問題に直面した科学者たちは、ヒトの臓器の代替手段を探す努力を加速させた。
1963年、Tulane大学の医師たちは、瀕死の6人の患者に対してチンパンジーからヒトへの腎臓移植を試みた。これをはじめ、霊長類を臓器ドナーとして使用したいくつかの試みは失敗し、さらに死体から臓器を調達するプログラムが発達し、異種移植への関心はまた薄れていった。
1984年にヒヒの心臓を受けた異種移植の最初の幼児の受診者は、赤血球性左心筋症候群の「Baby Fae」と呼ばれるアメリカの幼児であった。手術は、カリフォルニア州のLoma Linda 大学の医療センターのLeonard L. Baileyによって行われた。 Faeは手術後21日後に亡くなった。主としてABO式血液型の不一致が原因と考えられる拒絶反応のためと考えられ、血液型がO型のヒヒは希少であり、やむを得ないと考えられた。この移植は適切なドナーがみつかるまでの一時的なものであることを意図していたが、時間内にドナーは見つけられなかった。
免疫不全マウスへのヒトの腫瘍細胞の移植も異種移植であり、腫瘍学研究でよく使用される研究手法である。 
ヒトの臓器は動物に移植され、ヒトの臓器の研究がされてきた。
2021年秋、頭部外傷によるヒト脳死者から両側の腎摘出が行われ、その後、ヒトの異種移植用に遺伝子操作されたブタから2つの腎臓が移植された。使われたブタはRevivicor,Inc.から提供され、2つのヒト補体阻害遺伝子(hDAF、hCD46)、2つのヒト抗血液凝固遺伝子(hTM、hEPCR)、2つのヒト免疫調節遺伝子 (hCD47、hHO1)が挿入され、3つのブタの糖鎖抗原となるブタ遺伝子の欠失(下記参照)、およびブタ成長ホルモン受容体遺伝子の欠失 (ノックアウト)された10-GEブタが使用された。74 時間後の終了まで、ブタの腎臓への超急性拒絶反応は観察されなかった。ブタのレトロウイルスの感染は検出されなかった。終了後の生検では、細胞性拒絶、抗体や補体タンパク質の沈着はみられなかったが、重症度が進行しない血栓性微小血管障害(TMA)がみられた。ブタの腎臓は尿を生成したが、クレアチニンクリアランスは回復しなかった(2022年4月発表)。別の例で、2021年2名の脳死者へブタの腎臓が移植された。ブタはRevivicor,Inc.から提供された。こちらの例ではクレアチンクリアランスは回復した。54時間後の終了時まで超急性拒絶反応は観察されなかった(2022年5月発表)。
2022年1月、アメリカのメリーランド大学のチームが、心臓病の患者にブタの心臓を移植。7週間後に死亡した。後の調査で、移植した心臓の壁が厚くなり心筋が壊死していたこと、ブタ由来のサイトメガロウイルスが検出されていたことなどが判明しており課題を残した。

## 潜在的な用途
医療での移植臓器が世界的に不足しているため、ドナーとなる臓器を待たなければならない患者の約20-35％が待機中に死亡する。
異種移植は、臓器提供を待つ何万人もの患者を救える可能性がある。ドナーはおそらくブタが候補になるが、ブタの臓器は、ヒトの免疫系を騙して患者自身の体に受け入れられるように、遺伝的に改変される。異種移植はヒト臓器の不足と拒絶反応を防ぐ技術進歩の中で再び注目を集めている。。
異種移植はまた、発生生物学の研究ツールである。例えば誘導という現象は2種のイモリの胚の間の移植によって発見された。患者由来の腫瘍を動物に移植する異種移植は治験に利用されている。

## 臓器ドナーとなりうる動物
ヒトに近縁な霊長類が臓器ドナーとして最初に考えられた。チンパンジーはもともと臓器のサイズがヒトと同じサイズであり、ヒトとの血液型適合性も良好で、異種移植の候補として最良と考えられていた。しかし、チンパンジーは絶滅の危機に瀕している種であり、他のドナーが求められた。ヒヒはより容易に入手できるが、ドナーとしては実用的ではない。身体のサイズが小さいこと、血液型O（普遍的なドナーとなりうる）の割合が低いこと、長い妊娠期間、出産数の少なさなどの問題がある。さらに霊長類からの移植に関する主な問題は、ヒトへの病気感染のリスクがあることである。
ブタは現在、臓器提供のための最良の候補であると考えられている。ヒトとの系統学的距離が遠いことから、異種間の疾病の伝播のリスクは減少する。またブタは容易に入手可能であり、その臓器は解剖学的にほぼヒトと同じサイズである。長い世代にわたって家畜としてブタはヒトと密接に接触しているため、未知の疾患がある可能性も低い。異種移植における現在の実験は、ドナーとしてブタを、ヒトモデルとしてヒヒを使用することが最も多い。2022年1月8日、メリーランド大学で世界初となる遺伝子操作されたブタの心臓をヒトに移植する手術に成功した。

## 胚盤胞補完法
再生医療の分野では、胚盤胞補完法 (blastocyst complementation) とよばれる手法が検討されている。それは、膵臓形成不能のブタの胚、あるいは腎臓形成不能のブタの胚など、特定の臓器を形成できない胚を利用する。ほかの動物の幹細胞をその胚のある適切な時期に入れることで、発生途中で、欠損する臓器をその動物の幹細胞が補完しようとする性質を使い、異種の多能性幹細胞から機能をもつ臓器を、インビボで、生成しようと試みられている。宿主動物の臓器ができないことで、ドナー細胞が優位に分化できる微小環境（ニッチ）ができ、目的の臓器がドナー細胞で構成されるようになる。
胚盤胞補完法を用いてヒト臓器をつくるためには、発生の途中のヒト細胞と宿主細胞の分子レベルの関係を深く理解することが重要である。
特に、キメラ動物内の神経と生殖系の組織に、ヒト細胞がどの程度入るかが、倫理的な問題につながる可能性がある。この懸念は、神経や生殖系の細胞に分化ができないようなヒト細胞を用いることでやわらげることができる。また、胚盤胞補完法を用いることで、目的の臓器をヒト細胞に補完するのであれば、キメラ動物内におけるヒト細胞の割合がかなり少ないため、倫理的な問題は軽減されると考えられる。移植用の臓器が大幅に不足している状況と、倫理的な問題のバランスを考えるべきでもある。
胚盤胞補完法は大きな期待があるが、技術的な困難もある。注入された幹細胞が死滅する、分化しない、ドナー 幹細胞と宿主動物との分子機構の違いなどが原因で、別の種どうしのキメラ動物をつくるのは困難である。別の種の細胞どうしは、リガンドと受容体が異なり細胞が接着しなかったり、移植後の発生の速度が違ったりし、キメラ効率が低下すると考えられる。
胚盤胞補完法の成功のためには、目的の臓器に分化する能力をもつヒトの幹細胞の作製、さらに宿主動物とキメラを形成する能力の高いヒトの幹細胞の作製が重要になる。
このページで主に紹介しているゲノム編集されたブタからの臓器移植と、胚盤胞補完法は両方の技術を統合することができる。例えば、現在の技術で胚盤胞補完法でつくられた臓器の血管は宿主細胞から構成されており、臓器ニッチを利用してもその臓器の細胞がすべてドナー細胞由来であるとは限らない。そのため、ヒトへの移植を考えたときに、宿主となるブタに対するヒトの拒絶反応もおさえておいた方がよい可能性がある。
近い将来、末期の臓器不全の人のQOLを向上させるために、畜産動物を使用し患者自身の細胞から移植可能なヒト臓器を生成することができるようになっているかもしれない。

## 課題

### 免疫学的な課題
異種移植は、レシピエントの免疫応答から生じる多くの問題がある。この応答は一般に同種移植よりも極端であり、最終的には異種移植を拒絶する結果となり、場合によってはレシピエントが直ちに死亡する可能性がある。臓器の異種移植の拒絶反応にはいくつかのタイプがある。
- 超急性拒絶（Hyperacute rejection）
- 急性血管拒絶（Acute vascular rejection）
- 細胞性拒絶（Cellular rejection）
- 慢性拒絶（Chronic rejection）

急速で激しい超急性拒絶は、あらかじめ自然に体内につくられ存在している抗体に起因し、その抗体はXNAsといわれる。
拒絶反応の原因となる遺伝子を不活性化させる研究も行われている。

#### 超急性拒絶
この急速で激しい拒絶反応は、移植の後、数分から数時間以内に起こる。これは、レシピエントの血液にもともと含まれる抗体（XNA）が、ドナー臓器へ結合し、ヒト補体系の活性化を引き起こし、移植の内皮損傷、炎症、血栓症および壊死をもたらす。 
XNAsが標的とするエピトープは、酵素であるα-ガラクトシルトランスフェラーゼ（α-galactosyl transferase）によって産生されるα結合ガラクトース部分、Gal-α-1,3Gal（α-Galエピトープとも呼ばれる）である。霊長類以外のほとんどの動物はこの酵素をもつので、このエピトープは臓器上皮に存在する。霊長類は、ガラクトシルトランスフェラーゼ酵素をもっておらず、外来抗原としてこれを認識する。ブタから霊長類への異種移植では、XNAはインテグリンファミリーのブタ糖タンパク質を認識する。
XNAの結合は、古典経路を介した補体系の活性化を開始する。補体系の活性化は、内皮細胞の破壊、炎症、凝固、フィブリン凝固、および出血を引き起こす。最終的に、異種移植片は、血栓症となり壊死する。

##### 超急性拒絶の回避
超急性拒絶は異種移植の課題であったが、ほぼ克服されたようである。
- レシピエントの補体系活性化は、コブラ毒因子（C3欠乏症）、可溶性補体受容体1型、抗C5抗体、またはC1インヒビター（C1-INH）の使用によって阻害することができる。このアプローチの欠点は、コブラ毒因子の毒性であり、その個体から補体系の機能がなくなってしまう。
- 補体系活性化のカスケードの中断
  - 異種移植の超急性拒絶の主な原因は、補体系の活性化である。補体により、移植されたブタ細胞が破壊される。これに対応するために補体制御因子（補体制御タンパク質）のヒト遺伝子（DAF、CD46、CD59）がブタにゲノム編集で挿入されることが考えられる。
- ブタの遺伝子操作
  - ブタの遺伝子のうち、1,3ガラクトシルトランスフェラーゼ遺伝子を破壊することで、そのブタは、免疫原性のあるgal-α-1,3Gal部分（α-Galエピトープ）の発現を担う酵素をコードする遺伝子をもたなくなる[30]。そこで、ブタの細胞膜上のα-Galをつくるブタの遺伝子をノックアウトされたブタが作成され、そのブタの心臓がヒヒの腹部に異所的に移植された。ヒヒの心臓はそのままにした。その遺伝子の破壊が、移植片の生存率を２～６か月延長させることができ、超急性拒絶は防止されたが、完全ではなかった（2005年）[31]。
  - その後、α-Gal以外に、NeuGcと、SDaという２つのブタ細胞膜上の糖鎖も、ブタのヒトへの移植の拒絶反応に関わっていることがわかった。α-Galと、SDaという糖鎖をつくるブタの遺伝子が二重にノックアウトし、そのブタ腎臓をアカゲザルへ移植したところ最長で435日間腎臓の機能が維持された個体もいた(2018年)[32]。
  - ガラクトシルトランスフェラーゼと競合する酵素であるH-トランスフェラーゼ（α1,2フコシルトランスフェラーゼ）の発現を増加させる。実験により、これがα-Gal発現を70％減少させることを示している[33]。
  - 糖鎖の遺伝子の破壊のブタの作成に先駆けて、補体系の活性化のカスケードを中断させる方法の模索は行われてきた。補体系活性化が自身の細胞で起こった場合、そのカスケードを途中で遮断する補体制御系といわれるシステムがあることがわかった(1980年)。補体制御因子（補体制御タンパク質）は、DAF(CD55)、MCP(CD46)、CD59などが知られている。DAFはC3(補体)の活性化を阻止する。MCPは活性化C3を分解することでC5(補体)の活性化を阻止する。CD59は膜破壊複合体の形成を阻止する。[34]移植されたブタの臓器で、ヒトの補体系が活性化された場合、ブタの補体制御因子は働かず、ヒトの補体系がブタの臓器を破壊する。そこで、ヒトの補体制御因子の遺伝子をブタに導入することが考えられる。

#### 急性血管拒絶
遅延型異種性拒絶反応（delayed xenoactive rejection）としても知られているが、超急性拒絶反応が回避されれば、2～3日以内にこのタイプの拒絶反応が異種移植片に対して生じる。このプロセスは超急性拒絶よりもはるかに複雑であり、現在完全には理解されていない。急性血管拒絶反応は、生体内でのタンパク質合成を必要とし、移植片内皮細胞と宿主抗体、マクロファージ、および血小板との間の相互作用によって引き起こされる。この応答は、マクロファージおよびナチュラルキラー細胞（少数のT細胞を有する）の炎症性浸潤、血管内血栓症（intravascular thrombosis）、血管壁のフィブリノイド壊死（fibrinoid necrosis of vessel walls）が、特徴である。
先に言及したXNAのドナー内皮への結合は、宿主マクロファージおよび内皮自体の活性化をもたらす。内皮活性化は、遺伝子誘導およびタンパク質合成を誘導する。XNAの結合は、最終的に、凝固促進状態、炎症性のサイトカインやケモカインの分泌をもたらす。また、E-セレクチン、細胞間接着分子-1（ICAM-1）および血管細胞への接着分子（VCAM-1）といった、白血球の接着分子の発現をもたらす。

##### 急性血管拒絶反応の回避
その複雑さのために、急性血管拒絶反応を予防するためには、免疫抑制薬を使用した上で、さまざまな対応が必要であり、例えば次のようなものが含まれる。
- 血栓形成を防ぐための、合成トロンビン阻害剤の投与。
- 免疫吸着などの技術により、抗ガラクトース抗体（XNA）を減少させ、内皮細胞の活性化を防ぐ。
- マクロファージ（CD4+ T細胞によって刺激される）およびNK細胞（IL-2の放出によって刺激される）の活性化の阻害。
- ブタの遺伝子操作
  - 上記、糖鎖の遺伝子を破壊したブタによる研究で、血液凝固による障害も移植の成功を妨げることがわかった。血管内皮に血液凝固が自身の身体に起こった場合、その血液凝固を抑え、解消するタンパク質がある。トロンボモジュリン (TM（TBM）) 、血管内皮細胞プロテインC受容体（EPCR）が知られている。これらのブタのタンパク質が、ヒトに移植されたとき、ヒトの血栓を溶かすことができないと考えられる。ヒトのTM遺伝子やヒトのEPCR遺伝子がブタに導入され、上記のように2021年、2022年にヒトへ移植された。
  - 上記のα-Gal糖鎖の遺伝子をノックアウトし、さらに補体制御因子であるヒトのMCP(CD46）と血液凝固を解消する遺伝子であるヒトのトロンボモジュリン (TM(TBM）)を導入したブタが作成された。そのブタの心臓を、5頭のヒヒの腹部に異所的に異種移植した。ヒヒの心臓はそのままにした。移植片の生存期間の中央値は(298日)最長は(945日)であった。移植後、αCD40抗体を投与し続けることで、B細胞、T細胞の両方の反応を抑制していたが、移植後100日目、１年後にαCD40抗体の投与量を減らしていったところ、抗ブタ抗体が増え、移植片が拒絶された。拒絶された移植片の組織にはマクロファージ、好中球、リンパ球の細胞浸潤がみられた(2016年)[35]。

#### 免疫順応
超急性および急性の血管拒絶が回避されるならば、異種移植片の生存がある程度が可能になり、免疫順応となる。補体系の活性化が中断されたり、循環抗体が除去されたり、それらの機能が変化したり、移植片上の表面抗原が変化したりすると、体液性の拒絶反応から免疫順応となる。

#### 細胞性拒絶
超急性および急性の血管拒絶反応における異種移植片の拒否は、応答がXNAによって誘発されるため、体液性免疫系の応答によるものである。細胞拒絶反応は細胞性免疫に基づいている。 
- 異種移植片にナチュラルキラー細胞が蓄積、損傷する。
- T細胞の活性化

異種移植片由来の抗原提示細胞は、異種のMHCクラスII分子を介してレシピエントのCD4+ T細胞に抗原提示し、インターロイキン2（IL-2）の産生をもたらす。レシピエントの抗原提示細胞は、異種移植片の抗原を、CD4+ T細胞へ抗原提示する。移植細胞が貪食され、それが抗原として、宿主のクラスI MHC分子によってCD8 + T細胞に提示され得る。

##### 細胞性拒絶の回避
細胞拒絶を回避するための戦略としては、造血系キメラリズムを用いてドナーへの非応答性を誘導することが挙げられる。ドナーの幹細胞が、レシピエントの骨髄に導入され、レシピエントの幹細胞と共存する。骨髄幹細胞は、造血過程を経て、すべての造血系統の細胞を生じる。リンパ系前駆細胞は、このプロセスによって生じた細胞の一部が胸腺に移動し、ここでネガティブ選択を行い、ドナー細胞に対して反応するT細胞を排除する。レシピエントの骨髄におけるドナー幹細胞の存在は、ドナー細胞に反応するT細胞を自己とみなしてアポトーシスを起こさせる。

#### 慢性拒絶反応
慢性拒絶反応は遅く進行性であり、初期拒絶期に耐えられる移植片で起こる。慢性拒絶反応がどのように起こるか正確には不明である。異種移植片は最初の急性拒絶期を過ぎるまで生き延びることはめったにないため、この分野の研究は困難である。XNAおよび補体系は主に関与していないことが知られている。 線維症 は、移植免疫反応、サイトカイン（線維芽細胞を刺激する）、または急性拒絶反応における細胞壊死により、異種移植片が線維化する。また、移植片の血管壁の抗原によって活性化されたリンパ球がマクロファージを活性化し、血管の硬化、狭窄を引き起こす。慢性拒絶反応は臓器の病理学的変化を招き、何年か後に臓器を取り代えなければならない。

#### 調節不全凝固
α1,3GTを含まないノックアウトマウスが作製された。そのマウスを用い異種移植を行ったところ、高い免疫原性をもつαGalエピトープが減少し、超急性拒絶の発生の減少したが、凝固異常としても知られる調節不全凝固（dysregulated coagulationあるいは、coagulopathyともいわれる）は、なくならなかった。
異種移植する臓器によって、凝固の反応は異なる。例えば、腎臓移植は心臓移植よりも高い凝固障害をもたらし、肝臓移植は重篤な血小板減少をもたらし、出血により数日以内にレシピエントの死を引き起こす。 また別の凝固障害である血栓症は、もとからある抗体によって起こり得る。移植されたブタの細胞には、ヒトに移植されたブタ臓器の周辺に、血小板および単球を凝集させ、重度の凝固を引き起こすものもあるようだ。移植される特定の臓器において、凝固活性の少ないトランスジェニックブタの開発が求められる。それは、臓器移植を必要とする年間7万人の患者が、異種移植をより容易に利用できる解決法になりえる。

### 生理学
動物の臓器を用いて、ヒトの臓器を生理学的に置き換えるためには、さらに研究が必要である。
- サイズ - 臓器のサイズにより、異種移植の潜在的なレシピエントの範囲が制限される。
- 寿命 - ほとんどのブタの寿命はおよそ15年だが、現在のところ、異種移植でそれよりも長く使える可能性があるかどうかは不明。
- ホルモンとタンパク質の違い - ヒトとブタでは、一部のタンパク質が分子的に相容れないため、重要な調節プロセスで機能不全を引き起こす可能性がある。肝臓は非常に多くのタンパク質の産生に重要な役割を果たす。この問題により、肝臓の異種移植は、可能性が低いとされ、あまり期待されていない。
- 環境 - たとえば、ブタの心臓は、ヒトとは異なる解剖学的な環境にあり、異なる圧力ではたらいている。
- 温度 - ブタの体温は39 ℃であり、ヒトの平均体温より2 ℃高い。これが問題となる知見は、現在のところ知られていない。

### 人獣共通感染症
人獣共通感染症はXenozoonosisあるいはゼノーシスとしても知られている。異種移植によって種の間で病原因子が伝染しうる。動物からヒトへの感染症は通常はまれだが、例えば、インフルエンザAウイルスは、鳥からヒトに渡された鳥インフルエンザである。異種移植は、以下の3つの理由により、疾患の伝染の機会を増加させる可能性がある。
- 移植は、通常、病気の伝播を防ぐのに役立つ物理的障壁を突破する。
- 移植を受けるヒトは、免疫抑制剤を投与されている。
- トランスジェニックブタで発現されるヒト補体調節因子（CD46、CD55、およびCD59）は、ウイルスレセプターとして機能することが示されており、補体系による攻撃からウイルスを保護するのにも役立つ可能性がある[42]。

ブタが保有するウイルスの例には、ブタヘルペスウイルス、ロタウイルス、パルボウイルスおよびサーコウイルスが含まれる。ブタヘルペスウイルスおよびロタウイルスは、スクリーニングによってドナーから排除することができるが、他のもの（例えば、パルボウイルスおよびサーコウイルス）は、食物や靴を汚染し、次いで群に再感染する可能性がある。したがって、臓器提供者として使用されるブタは、厳しい規制のもとに飼育され、微生物および病原体について定期的にスクリーニングされなければならない。未知のウイルスやブタに有害でないウイルスもリスクである（Takeuchi and George、2000）。ブタのゲノムには、埋め込まれたPERVS（ブタ内生レトロウイルス）もある。
ヒヒやブタには、ヒヒやブタにとっては無害な伝染する因子がいくつかあるようで、その中にはヒトに毒性があるものもあるかもしれない。例えば、 HIVは、サルからヒトに感染したと考えられるウイルスである。異種移植に直面するもう1つの障害は、患者が強力な免疫抑制薬で治療されることで、患者を他の感染症に対して脆弱にし、実際に病気を助長する可能性がある。これらの問題を解決するため、患者の組織適合性に合うようにドナーとなる動物の遺伝子の改変がこころみられている。
2005年に、オーストラリア国立保健医療研究評議会（NHMRC）は、動物からヒトへの移植に対し、患者およびヒトの社会への動物ウイルス感染リスクが解決されなかったとし、18年間のモラトリアムを宣言した。しかし、これは、NHMRCのまとめが発表され、2009年に廃止された。まとめでは「...潜在的利益を考えれば、適切に規制されていればリスクは最小限で受け入れられる」と述べられており、世界保健機関（WHO）と欧州医薬品庁（European Medicines Agency）による異種移植の管理と規制に関する国際的な進展も引用されている。

#### ブタ内在性レトロウイルス
内在性レトロウイルス は、ほとんどの哺乳類のゲノムにあり、古代のウイルス感染の痕跡である。染色体DNAに組み込まれているため、親から子へと引き継がれる。 長い時間に蓄積する多くの欠失および突然変異があり、それらは通常、宿主種において感染性ではない。 ブタの内因性レトロウイルス（Porcine endogenous retroviruses、PERVS）は、もともと培養されたブタ腎臓細胞から放出されたレトロウイルスとして発見された。ほとんどの品種のブタでは、DNA中に約50のPERVゲノムが保存されている。これらのほとんどに欠陥があると思われるが、感染ウイルスを産生する可能性のあると考え、ゲノムの配列を決定して脅威となるウイルス感染の痕跡を特定する必要がある場合もある。さらに、相補性および遺伝子組換えを介して、2つの欠損したPERVゲノムが感染性ウイルスを生じる可能性もあるかもしれない。感染性PERV（PERV-A、PERV-B、およびPERV-C）の3つのサブグループがある。実験で、PERV-AおよびPERV-Bが培養中のヒト細胞に感染することが示されている。今日まで、実験的な異種移植では、PERVが感染することは実証されていない。 2015年にはCRISPR/Cas9を用いたゲノム編集技術を用いて、ブタのゲノム中の全62 PERVが、不活性化され、培養された細胞を用い、ブタ細胞からヒト細胞へのウイルスの感染がなくなったことが示された。

### 倫理
主要な宗教のどれも、救命救出のために遺伝的に改変されたブタの臓器を使用することには反対していない。ブタの摂取を禁止しているユダヤ教やイスラーム社会では問題となるかもしれない。一般にヒトへの、ブタやウシの組織の使用への抵抗はほとんどない。

#### 患者のインフォームド・コンセント
異種移植の際にも、患者へのインフォームド・コンセントが重要である。異種移植を受ける患者はその手順を十分に理解していなければならず、心理的な圧力を受けずに移植を受ける受けないの選択をすべきである。患者は移植のリスクと利点を理解する必要がある。家族の同意や理解も必要かもしれない。移植から感染症になる可能性もあるので、定期的に健診を受けることが前提となる。